# Lista de pessoas que caminharam sobre a Lua
Doze pessoas diferentes já caminharam sobre a Lua, com o primeiro tendo sido Neil Armstrong e o último Eugene Cernan. Todas as alunissagens tripuladas ocorreram entre julho de 1969 e dezembro de 1972 como parte do Programa Apollo. Dos doze, Alan Shepard foi a pessoa mais velha a pisar a superfície lunar aos 47 anos e 80 dias de idade, enquanto Charles Duke foi o mais novo aos 36 anos e 201 dias. À data de hoje, 18 de março de 2025, estão vivos Buzz Aldrin, David Scott, Charles Duke e Harrison Schmitt. 

## Lista
|    | Retrato | Nome             | Nascimento                      | Morte                            | Idade ao pousar | Missão    | Data da EVA                       | Serviço militar             | Alma mater                                                         |
| -- | ------- | ---------------- | ------------------------------- | -------------------------------- | --------------- | --------- | --------------------------------- | --------------------------- | ------------------------------------------------------------------ |
| 1  |         | Neil Armstrong   | 5 de agosto de 1930             | 25 de agosto de 2012 (82 anos)   | 38a 11m 15d     | Apollo 11 | 21 de julho de 1969               | Civil (veterano da marinha) | Universidade de Purdue, Universidade do Sul da Califórnia          |
| 2  |         | Buzz Aldrin      | 20 de janeiro de 1930 (95 anos) |                                  | 39a 6m 0d       | Apollo 11 | 21 de julho de 1969               | Força Aérea                 | Academia Militar dos Estados Unidos, MIT                           |
| 3  |         | Pete Conrad      | 2 de junho de 1930              | 8 de julho de 1999 (69 anos)     | 39a 5m 17d      | Apollo 12 | 19–20 de novembro de 1969         | Marinha                     | Universidade Princeton                                             |
| 4  |         | Alan Bean        | 15 de março de 1932             | 26 de maio de 2018 (86 anos)     | 37a 8m 4d       | Apollo 12 | 19–20 de novembro de 1969         | Marinha                     | Universidade do Texas em Austin                                    |
| 5  |         | Alan Shepard     | 18 de novembro de 1923          | 21 de julho de 1998 (74 anos)    | 47a 2m 18d      | Apollo 14 | 5–6 de fevereiro de 1971          | Marinha                     | United States Naval Academy, Colégio de Guerra Naval               |
| 6  |         | Edgar Mitchell   | 17 de setembro de 1930          | 4 de fevereiro de 2016 (85 anos) | 40a 4m 19d      | Apollo 14 | 5–6 de fevereiro de 1971          | Marinha                     | Universidade Carnegie Mellon, Escola de Pós-Graduação Naval, MIT   |
| 7  |         | David Scott      | 6 de junho de 1932 (92 anos)    |                                  | 39a 1m 25d      | Apollo 15 | 31 de julho – 2 de agosto de 1971 | Força Aérea                 | Universidade de Michigan, Academia Militar dos Estados Unidos, MIT |
| 8  |         | James Irwin      | 17 de março de 1930             | 8 de agosto de 1991 (61 anos)    | 41a 4m 14d      | Apollo 15 | 31 de julho – 2 de agosto de 1971 | Força Aérea                 | Academia Militar dos Estados Unidos, Universidade de Michigan      |
| 9  |         | John Young       | 24 de setembro de 1930          | 5 de janeiro de 2018 (87 anos)   | 41a 6m 28d      | Apollo 16 | 21–23 de abril de 1972            | Marinha                     | Instituto de Tecnologia da Geórgia                                 |
| 10 |         | Charles Duke     | 3 de outubro de 1935 (89 anos)  |                                  | 36a 6m 18d      | Apollo 16 | 21–23 de abril de 1972            | Força Aérea                 | Academia Naval dos Estados Unidos, MIT                             |
| 11 |         | Eugene Cernan    | 14 de março de 1934             | 16 de janeiro de 2017 (82 anos)  | 38a 9m 7d       | Apollo 17 | 11–14 de dezembro de 1972         | Marinha                     | Universidade Purdue, Naval Postgraduate School                     |
| 12 |         | Harrison Schmitt | 3 de julho de 1935 (89 anos)    |                                  | 37a 5m 8d       | Apollo 17 | 11–14 de dezembro de 1972         | Civil                       | Caltech, Universidade de Oslo, Universidade Harvard                |